# Thalassomysis tattersalli
Thalassomysis tattersalli är en kräftdjursart som beskrevs av Nouvel 1942. Thalassomysis tattersalli ingår i släktet Thalassomysis och familjen Mysidae. Inga underarter finns listade i Catalogue of Life.